# Herb gminy Lubrza (województwo opolskie)

Herb gminy Lubrza

Herb gminy Lubrza – jeden z symboli gminy Lubrza w województwie opolskim.

## Symbolika
Herb gminy przedstawia wieżę obserwacyjno–kościelną kościoła św. Jakuba Starszego w Lubrzy. U jej dołu znajduje się sklepiony półkoliście portal wejściowy bez drzwi. Jego wnętrze jest zamknięte kratą składaną z zespołu sześciokątów imitujących podział pszczelich komór w ulu. Na kracie zawieszona jest złota pszczoła. Po lewej stronie herbu znajduje się orzeł Piastów opolskich, a pod nim pszeniczny wieniec na błękitnym podkładzie. Po prawej stronie znajduje się postać św. Floriana, który w lewej ręce trzyma drzewce z błękitnym sztandarem, a w prawej skopek, z którego woda wylewa się na płomień.